# Camel
Camel — британський рок-гурт, утворений 1971 року. До першого складу гурту входили: Ендрю Латімер — гітара, флейта, вокал; Дуг Фергюсон — бас, вокал; Енді Ворд — ударні та Пітер Барденс — клавішні, вокал.
Латімер, Фергюсон та Ворд до створення «Camel» кілька років виступали разом спочатку в гурті «Brew», а пізніше в акомпанувальній формації Філіпа Гудгенд-Тейта. Барденс набував свого музичного досвіду в таких гуртах, як «Them» та «Shotgun Express» і на початку діяльности мав такий великий уплив на звучання «Camel», що формацію охрестили «Peter Barden's Camel» (ця назва також вживалася, щоб відрізнити цей «Camel» від «Camel» Пітера Фремптона).
Офіційно «Camel» дебютували наприкінці 1971 року під час концерту, на якому в ролі зірок виступав квартет «Wishbone Ash». Декілька концертів «Camel» у наступні місяці привели до зацікавлености гуртом з боку представників фірми «МСА», яка в лютому 1973 року видала перший альбом формації. Однак попри те, що продаж цього лонгплея проходив не найгірше, «МСА» все ж не відновила контракту з гуртом, який швидко знайшов нового опікуна — фірму «Deram». Першим плодом нового партнерства став альбом «Mirage»[а], що з'явився в березні 1974 року. Довгі гітарні та клавішні партії на цьому альбомі вказували на появу характерного стилю гурту.
Наприкінці 1974 року «Camel» (разом з «Wishbone Ash») подалися у своє перше американське турне. Після повернення музиканти розпочали запис нового альбому — музичну адаптацію оповідання Пола Гелліко «The Snow Goose», який проторував цим прогресивним артистам шлях до першої британської тридцятки. Після запису чергового лонгплея «Moonmadness» 1977 року на місце Фергюсона прийшов колишній учасник «The Caravan» Річард Сінклейр, а реноме «Camel» закріпили альбоми-бестселери «Rain Dances» та «Breathless», які головним чином завдяки Сінклейру та Барденсу були збагачені елементами джазу. У запису цих робіт брав участь саксофоніст Мел Коллінс. Під час перерви між цими двома альбомами на ринку з'явилось концертне видання формації під назвою «A Live Record».
Поява у другій половині сімдесятих років багатьох гуртів, що грали в стилях панк та нью-вейв, не віщувала нічого хорошого у подальшій кар'єрі Camel — гурту, що був представником старого прогресивного року. Групі вдалося пережити цей період, але дещо змінивши свій музичний стиль. Барденса та Сінклейра замінили Джен Шелгаас — клавішні, Кіт Воткінс — клавішні та Колін Басс — бас. Цим складом гурт записав черговий лонгплей «І Can See Your House From Here», який продюсував Руперт Гайн.
1980 року гурт вперше не видав жодного альбому і хоча наприкінці року черговий альбом був цілком готовий, його вихід відклали до січня 1981 року. Платівка «Nude» — таку назву мав цей лонгплей, стала першим справжнім концептуальним альбомом з часів «The Snow Goose». Вона розповідала про японського солдата Онода Хіроо, який провів 29 років на безлюдному острові, не маючи уяви, що Друга світова війна давно закінчилась.
Тим часом гурт залишили Воткінс та Шелхаас. 1982 року Ендрю Латімер разом з новими музикантами Гремом Джарвісемом — ударні; Девідом Пейтоном — бас; відомим із записів Алана Парсонса Крісом Рейнбоу — вокал; Гайдном Бендаллом — клавішні і Данкеном Маккеєм — клавішні; Ентоні Філліпсом — клавішні, гітара та іншими записав черговий альбом «The Single Factor» під загальною назвою гурту Camel.
Через два роки на ринку з'явився концептуальний альбом-бестселер «Stationary Traveller», який, як з'ясувалося пізніше, став останньою студійною роботою гурту перед семирічною перервою. Промоційне турне цього альбому, на якому Латімеру допомагали Колін Басс, Том Шерпінзіл — клавішні; Річі Клоуз — клавішні, Кріс Рейнбоу, Пол Бергесс— ударні, завершилося у травні 1984 року, а фрагменти з останнього концерту потрапили до виданого пізніше альбому «Pressure Points», на якому як гості з'явились Мел Колінз та Пітер Барденс.
Ендрю Латімер разом з дружиною С'юзан Гувер вирушив до Каліфорнії, де 1991 року утворив фірму «Camel Productions» і повернувся на музичний ринок черговим концептуальним альбомом «Dust & Dreams», що спирався на оповідання Джона Стейнбека «Коло гніву». Цього разу крім лідера у запису платівки брали участь Колін Басс, Том Шерпінзіл, Пол Бергесс, Дон Гаррісс — клавішні; Крістофер Бок — ударні, а також Девід Пейтон та Мей Маккенна — вокал. Перше після дев'ятирічної перерви концертне турне закінчилось появою подвійного видання (на компакт-диску) «Never Let Go». Під час концертів Латімеру, Бассу та Бергесу допомагав Мікі Сіммондс — клавішні, колишній учасник гуртів Майка Олдфілда та Фіша.
Поки слухачі чекали на черговий студійний альбом гурту, запланований на осінь 1995 року, Енді Латімер догоджав своїм фанам платівками з концертним архівним матеріалом гурту. Нарешті у січні 1996 року Енді Латімер представив свій новий студійний альбом «Harbour Of Tears». Вихідним матеріалом для його написання стала трагічна подія, що трапилася 7 травня 1915 року, коли німецький підводний човен торпедував поблизу ірландського порту Коб трансатлантичне судно «Лузітанія». «Гавань сліз» («Harbour Of Tears») — таку назву отримав порт після цієї трагедії. При написанні цього альбому Латімер згадав про свої коріння, адже він походить з родини ірландських емігрантів. У запису цієї вдалої платівки лідеру Camel допомагали: Девід Пейтон, Колін Басс, Мікі Сіммондс, Мей Маккенна, Джон Ксеполіс — ударні, Ніл Пентон — саксофон та секція смичкових інструментів.

## Дискографія
- 1973: Camel
- 1974: Mirage
- 1975: The Snow Goose
- 1976: Moonmadness
- 1977: Rain Dances
- 1978: Breathless
- 1979: I Can See Your House From Here
- 1981: Nude
- 1981: Cameleon
- 1982: The Single Factor
- 1984: Stationary Traveller
- 1991: Dust & Dreams
- 1996: Harbour Of Tears
- 1999: Rajaz
- 2002: A Nod and a Wink
- 2013: The Snow Goose (Re-recording)